# The Week in Chess
The Week in Chess (abbreviato TWIC) è un sito web di notizie sul mondo degli scacchi.
È uno dei primi servizi online di questo genere, nato nel 1994 a cura di Mark Crowther, come settimanale nel newsgroup Usenet, il 17 settembre 1994. Successivamente il servizio è stato spostato sul sito web personale di Crowther, poi su chesscenter.com, su chess.co.uk e infine su un dominio proprio.
Riporta notizie sugli scacchi, i risultati dei maggiori eventi scacchistici e fornisce file PGN delle partite da scaricare. Il database completo di questi ultimi contiene, a settembre 2019, più di 2.4 milioni di partite.
È un sito popolare nel suo genere, citato dal New York Times e utilizzato regolarmente da giocatori di ogni livello, sino a quello di Campione del mondo.